# Burj Mohammed Bin Rashid
Das Burj Mohammed Bin Rashid ist ein Wolkenkratzer in der Stadt Abu Dhabi, der Hauptstadt der Vereinigten Arabischen Emirate.
Das Gebäude ist zurzeit das höchste Gebäude Abu Dhabis mit einer Höhe von 381 Metern. Die Bauarbeiten an dem Turm begannen im Jahr 2008 und waren im Jahr 2014 vollständig abgeschlossen.
Auf den insgesamt 88 Etagen des Hochhauses sind vornehmlich Wohnungen entstanden. Somit gehört The Domain zu den höchsten Apartment-Hochhäusern der Welt. Das Gebäude zeichnet sich durch eine schlanke Silhouette aus, während das Dach stark gekrümmt ist.
Der Turm ist Teil des Central Market, wo noch zwei weitere Türme in ähnlichem Design erbaut wurden. Deren Höhe ist jedoch geringer (siehe hierzu Trust Tower).